# Оссонвиль
Оссонви́ль (фр. Haussonville) — коммуна во французском департаменте Мёрт и Мозель региона Лотарингия. Относится к  кантону Байон.	

## География
Оссонвиль расположен в 21 км к юго-востоку от Нанси. Соседние коммуны: Саффе, Виньёль и Барбонвиль на севере, Шармуа на востоке, Ромен и Меонкур на юго-востоке, Домтай-ан-л'Эр на юге, Кревешам и Вель-сюр-Мозель на западе, Тоннуа на северо-западе.

## История
- Некрололь эпохи Меровингов, уничтожен в 1840 году.
- Деревня появилась в IX—X веках, баронат с 1150 года

## Демография
Население коммуны на 2010 год составляло 321 человек.
| 1962 | 1968 | 1975 | 1982 | 1990 | 1999 | 2010 |
| ---- | ---- | ---- | ---- | ---- | ---- | ---- |
| 217  | 176  | 214  | 231  | 282  | 282  | 321  |